# 관악구청장
관악구청장은 서울특별시 관악구의 구청장이다.

## 역대 관악구청장
| 구분     | 성명            | 재임기간                           | 비고                                           |
| -------- | --------------- | ---------------------------------- | ---------------------------------------------- |
| 1        | 양재범 (梁在氾) | 1973년 7월 1일 ~ 1974년 2월 21일   | 초대 관악구청장                                |
| 2        | 안진 (安震)     | 1974년 2월 22일 ~ 1974년 10월 17일 |                                                |
| 3        | 함종원 (咸鐘源) | 1974년 10월 18일 ~ 1975년 7월 12일 |                                                |
| 4        | 안찬희 (安瓚熙) | 1975년 7월 13일 ~ 1976년 3월 14일  |                                                |
| 5        | 강정희 (姜正煕) | 1976년 3월 15일 ~ 1977년 8월 31일  |                                                |
| 6        | 강병수 (姜炳壽) | 1977년 9월 1일 ~ 1979년 6월 30일   |                                                |
| 7        | 윤백영 (尹伯榮) | 1979년 7월 1일 ~ 1980년 7월 27일   |                                                |
| 8        | 이집홍 (李集弘) | 1980년 7월 28일 ~ 1981년 9월 10일  |                                                |
| 9        | 김인동 (金寅東) | 1981년 9월 11일 ~ 1982년 9월 9일   |                                                |
| 10       | 김두한 (金斗漢) | 1982년 9월 10일 ~ 1984년 6월 13일  |                                                |
| 11       | 김영만 (金英萬) | 1984년 6월 14일 ~ 1986년 1월 13일  |                                                |
| 12       | 이진호 (李鎭浩) | 1986년 1월 14일 ~ 1988년 5월 11일  |                                                |
| 13       | 김문종 (金文鍾) | 1988년 5월 12일 ~ 1988년 12월 26일 |                                                |
| 14       | 박형원 (朴炯遠) | 1988년 12월 27일 ~ 1989년 7월 21일 |                                                |
| 15       | 윤두영 (尹斗榮) | 1989년 7월 22일 ~ 1991년 4월 11일  |                                                |
| 16       | 서정희 (徐廷熙) | 1991년 4월 12일 ~ 1991년 7월 24일  |                                                |
| 17       | 박형석 (朴亨錫) | 1991년 7월 25일 ~ 1993년 3월 17일  |                                                |
| 18       | 박종옥 (朴鍾玉) | 1993년 3월 18일 ~ 1995년 6월 30일  | 관선 마지막 구청장                             |
| 19       | 진진형 (陳瑨炯) | 1995년 7월 1일 ~ 1998년 6월 30일   | 민선 1기                                       |
| 20       | 김희철 (金熙喆) | 1998년 7월 1일 ~ 2002년 6월 30일   | 민선 2기                                       |
| 21       | 김희철 (金熙喆) | 2002년 7월 1일 ~ 2006년 6월 30일   | 민선 3기                                       |
| 22       | 김효겸 (金孝謙) | 2006년 7월 1일 ~ 2009년 11월 26일  | 민선 4기 특정범죄가중처벌법 위반으로 당선 무효 |
| 권한대행 | 박용래 (朴龍來) | 2009년 11월 27일 ~ 2010년 6월 30일 |                                                |
| 23       | 유종필 (柳鍾珌) | 2010년 7월 1일 ~ 2014년 6월 30일   | 민선 5기                                       |
| 24       | 유종필 (柳鍾珌) | 2014년 7월 1일 ~ 2018년 6월 30일   | 민선 6기                                       |
| 25       | 박준희 (朴俊熙) | 2018년 7월 1일 ~ 2022년 6월 30일   | 민선 7기                                       |
| 26       | 박준희 (朴俊熙) | 2022년 7월 1일 ~ 현재              | 민선 8기                                       |

## 같이 보기
- 관악구청장 선거